# PlayStation 5
PlayStation 5 (PS5) er en spillekonsol, der er udviklet af Sony Interactice Entertainment. Den blev annonceret i 2019 som efterfølgeren til PlayStation 4, og blev udgivet den 12. november 2020 i Nordamerika, Australien, New Zealand, Japan og Sydkorea, og den 19. november 2020 i resten af verden. Platformen forventes at blev udgivet i to varianter, som et base PlayStation 5-system, der inkorporerer Ultra HD Blu-ray kompatibel optisk disk drev for retail spil-understøttelse sammen med digital distribution via PlayStation Store, og en billigere digital variant uden disc-drev, og samtidig bevare digital download støtte.
PlayStation 5 indeholder et tilpasset solid-state-drev, der er designet til high-speed data streaming til at give betydelige forbedringer i grafisk ydeevne. Hardwaren er også udstyret med en tilpasset AMD GPU i stand til ray-tracing, der er understøttet af 4K-opløsning diaplay, og op til 120 frames per sekund, ny audio hardware til real-time 3D-lyd effekter, og kompatibilitet med de fleste PlayStation 4 og PlayStation VR spil.
Modsat tidligere år var salget af konsollen udelukkende online i første omgang.

## Spil
Hver PlayStation 5-konsol kommer præinstalleret med Astro Legerum, et spil designet til at fungere som en demonstration af DualSense-controlleren.
Eurogamer rapporterede, at Sony's certificeringsprogram som i 2020 kræver spil til PlayStation 4, indsendtes til certificering efter juli 13, 2020, til at være indbygget kompatibel med PlayStation 5, mens ingen ældre PS4-spil vil køre på PS5 gennem sin bagudkompatibilitets-program.

### Uforenelige spil
- Afro Samurai 2 Revenge of Kuma Volume One[4][5]
- DWVR[4][5]
- Hitman Go: Definitive Edition[4][5]
- Joe's Diner[4][5]
- Just Deal With It![4][5]
- Robinson: The Journey[4][5]
- Shadow Complex Remastered[4][5]
- Shadwen[4][5]
- TT Isle of Man - Ride on the Edge 2[4][5]
- We Sing[4][5]